# Veronica fridericae
Veronica fridericae är en grobladsväxtart som beskrevs av M. A. Fischer. Veronica fridericae ingår i släktet veronikor, och familjen grobladsväxter. Inga underarter finns listade i Catalogue of Life.